# دیتن‌هایم
شهر دیتنهایم در ایالت بادن-وورتمبرگ در کشور آلمان واقع شده است.